# La jaula de las locas (obra de teatro)
La jaula de las locas (La Cage aux folles en su título original) es una obra de teatro del dramaturgo francés Jean Poiret, estrenada en 1973.

## Argumento
George y Albin son una pareja adulta de homosexuales que regentan un local de ocio en Saint-Tropez llamado La jaula de las locas. Un día reciben la visita de Laurent, hijo de George, que les anuncia que va a contraer matrimonio con Muriel, la hija de los Dieulafoi, un matrimonio ultraconservador y homofóbico. Los equívocos y las situaciones comprometidas comienzan cuando se hace necesario organizar una velada para conocer a los nuevos familiares.

## Representaciones destacadas
- Théâtre du Palais-Royal, París, 1 de febrero de 1973.
  - Dirección: Pierre Mondy.
  - Intérpretes: Michel Serrault (Albin), Jean Poiret (George), Philippe Lavot (Laurent), Jacqueline Mille (Simone), Danièle Luger (Muriel), Marcelle Ranson (Mme. Dieulafoi), Marco Perrin (M. Dieulafoi).

- Teatro Metropolitano, Buenos Aires, 1986
  - Adaptación: China Zorrilla
  - Dirección: Mario Morgan
  - Intérpretes: Carlos Perciavalle y Tato Bores.

- Teatro del Notariado, Montevideo, 2014
  - Adaptación: China Zorrilla y Agustin Maggi
  - Dirección: Nacho Cardozo
  - Interpretes: Ignacio Cardozo y Sergio Pereira

- Teatro Barceló, Madrid, 1977.
  - Adaptación: Juan José Alonso Millán.
  - Dirección: Jaime Azpilicueta.
  - Intérpretes: Ramón Corroto, Vicente Parra, Julio Gassette, Antonio Cerro, Josefina de la Torre, Irene Foster.

- Teatro Condal, Barcelona, 1999.
  - Dirección: Ángel Alonso.
  - Intérpretes: Joan Pera y Paco Morán.

- Teatro de la Porte Saint-Martin, París, 2009.
  - Dirección: Didier Caron.
  - Intérpretes: Didier Bourdon (Albin), Christian Clavier (George), Thomas Sagols (Laurent), Manoëlle Gaillard (Simone), Héléna Grouchka (Muriel), Marie-Hélène Lentini (Mme. Dieulafoi), Christian Pereira (M. Dieulafoi).

## Adaptaciones
- La jaula de las locas (1978), película francesa de Édouard Molinaro.
- La cage aux folles 2 (1980), película francesa de Édouard Molinaro.
- La cage aux folles 3, elles se marient (1985), película francesa de Georges Lautner.
- La Cage aux folles (1983), musical estadounidense con música de Jerry Herman.
  - Estreno mundial en Nueva York el 9 de agosto de 1983, protagonizada por Gene Barry y George Hearn. Reestrenos en 2005 (con Gary Beach y Daniel Davis) y en 2010 (con Kelsey Grammer y Douglas Hodge).
  - Estrenado en Madrid en 2001, con Joaquín Kremel y Andrés Pajares.
- The Birdcage (1996), película estadounidense de Mike Nichols.